# Völlinghausen (Möhnesee)
Völlinghausen – dzielnica (Ortsteil) wiejskiej gminy Möhnesee w powiecie Soest, w kraju związkowym Nadrenia Północna-Westfalia, w rejencji Arnsberg.

## Geografia

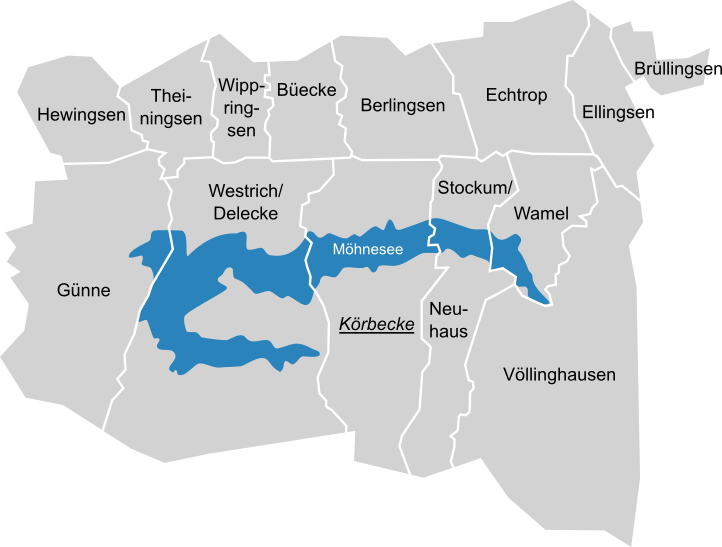
Podział administracyjny Möhnesee

Völlinghausen leży w południowo-wschodniej części gminy Möhnesee i graniczy z dwoma innymi dzielnicami: Wamel i Neuhaus.

## Demografia
Według spisu ludności z grudnia 2024 roku, w Völlinghausen mieszkało 1234 mieszkańców, co stanowi 10,12% wszystkich mieszkańców Möhnesee. 600 mieszkańców to mężczyźni, a 634 to kobiety. Dla 1143 mieszkańców Völlinghausen jest głównym miejscem zamieszkania, a dla 91 drugim miejscem zamieszkania.

## Reorganizacja gmin
Według § 1 "Name, Bezeichnung, Gebiet" zawartego w "Hauptsatzung der Gemeinde Möhnesee, Kreis Soest" (Główne statuty gminy Möhnesee, powiat Soest) Völlinghausen jest, wraz z czternastoma innymi dzielnicami, od 1 lipca 1969 roku częścią gminy Möhnesee.

## Polityka
Od 1 listopada 2020 roku burmistrzem (niem. Ortsvorsteher) Völlinghausen jest Johannes Mertens, który jest członkiem partii CDU/CSU.